# Phlomis
Phlomis és un gènere de prop de 100 espècies de plantes herbàcies i arbusts de la família Lamiaceae, natives de la regió de l'est del Mar Mediterrani, Àsia i Xina central.
La grandària entre les espècies arriba de 30 cm. als 2 metres d'altura. Les fulles són senceres, oposades. Les bràctees (fulles florals) són similars o diferents a les fulles de la base, algunes es cobreixen amb pelusa. Les flors varien de color del groc, purpura o blanc. El càliz llobulat o acampanalat.

## Taxonomia
- Phlomis alpina
- Phlomis armeniaca
- Phlomis betonicoides
- Phlomis bovei
- Phlomis bracteosa
- Phlomis cashmeriana
- Phlomis chrysophylla
- Phlomis crinita
- Phlomis fruticosa
- Phlomis grandiflora
- Phlomis herba-venti
- Phlomis inaequalisepala
- Phlomis italica
- Phlomis lanata
- Phlomis longifolia
- Phlomis lychnitis
- Phlomis lycia
- Phlomis macrophylla
- Phlomis maximowiczii
- Phlomis melanantha
- Phlomis milingensis
- Phlomis oreophila
- Phlomis pratensis
- Phlomis purpurea
- Phlomis rigida
- Phlomis rotata
- Phlomis russeliana
- Phlomis samia
- Phlomis spectabilis
- Phlomis tathamiorum
- Phlomis tuberosa
- Phlomis umbrosa
- Phlomis viscosa
- Phlomis younghusbandii